# Zračna ladja
Zráčna ládja (angleško airship, rusko дирижа́бль: dirižabl) je vrsta zrakoplova lažjega od zraka (aerostat). Vzgon zagotavlja lahek plin, kot je npr. helij ali pa vodik. Helij ima malce manjši vzgon, je bolj varen (ni možnosti požara), je pa dražji in ga je težje pridobivati. V času med vojnama so helij večinoma pridobivali v ZDA. Po 1960-ih so večinoma uporabljali helij. Prva britanska zračna ladja, ki je uporabljal helij, je bila Chitty Bang Bang.
Obstaja več tipov zračnih ladij: toge (rigidne), poltoge (polrigidne) in mehke (nerigidne). Mehke se imenujejo tudi blimpi, pri njih zagotavlja obliko plin pod tlakom. Poltoge uporabljajo plin pod tlakom in deloma tudi podpirajočo strukturo. Toge imajo podpirajočo strukturo, ki nosi obremenitev. Vzgonski plin je v prekatih ali celicah. Prve toge zračne ladje je načrtoval von Zeppelin, zato se te vrste ladij velikokrat označuje kot cepelini. Veliko so se uporabljali do 1940, dokler jih niso zamenjala letala. K zatonu je pripomoglo tudi več nesreč, npr. britanski R101  v Franciji, USS Akron in predvsem Hindenburg.
Zračne ladje se danes večinoma uporabljajo kjer je potrebno dolgo lebdenje in hitrost leta ni toliko pomembna: npr. opazovanje, aerofotografiranje, geološka opazovanja, nošenje reklam in drugo.